# Bol glimschoteltje
Bol glimschoteltje (Lecania hutchinsiae) is een korstmossoort uit het geslacht Lecania. Het komt voor op steen en leeft in symbiose met een chlorococcoïde alg.

## Ecologie
Bol glimschoteltje is een epiliet die voorkomt op allerlei typen basische steen.

## Verspreiding
In Nederland is bol glimschoteltje zeer zeldzaam.